# Mihai Viteazul (film)
Mihai Viteazul este un film istoric românesc, regizat în 1971 de Sergiu Nicolaescu după scenariul lui Titus Popovici. El a fost realizat de Studioul Cinematografic București și este format din două părți intitulate Călugăreni și Unirea. Rolul domnitorului Mihai Viteazul este interpretat de actorul Amza Pellea. Filmul Mihai Viteazul a fost propunerea României la Premiul Oscar pentru cel mai bun film străin în 1972. El se află pe locul 3 în topul celor mai vizionate film românești din toate timpurile după cum atestă un comunicat din 2006 al Uniunii Autorilor și Realizatorilor de Film din România. A fost difuzat mai mulți ani în cinematografe, atât în România, cât și în țări de pe întreg mapamondul. De asemenea, filmul a fost difuzat pe posturi de televiziune din România: HBO, Pro TV, Pro Cinema. Este de subliniat prezența unei întregi divizii de soldați în termen, pentru a reconstitui scenele de luptă grandioase, dar în același timp realiste.

## Rezumat
Filmul Mihai Viteazul este compus din două părți aproximativ egale ca durată: Călugăreni și Unirea.

### Partea I: Călugăreni[7]
În anul 1593, sultanul otoman Murad al III-lea (1574-1595) (Colea Răutu) își îndreaptă trupele sale conduse de generalul Sinan Pașa (Nicolae Secăreanu) către Viena, ultimul obstacol spre o Europă dezbinată. În drumul acestor armate, cele trei țări române aveau să joace un rol hotărâtor.
Pe atunci, Țara Românească era condusă de un domnitor laș și crud, Alexandru cel Rău (1592-1593) (Constantin Codrescu). Boierii potrivnici erau trași în țeapă. În același timp, un om viteaz și cinstit, Mihai Pătrașcu (Amza Pellea), ban al Craiovei, era urmărit de iscoadele domnitorului pentru a fi pedepsit pentru faptele sale de răzvrătire. Filmul debutează cu un ospăț ținut la curtea domnească în cinstea solilor turci conduși de Selim Pașa (Sergiu Nicolaescu) care veniseră să ia tributul cuvenit. Pe drumul spre Istanbul, convoiul lui Selim Pașa, care ducea și două căruțe de copii care urmau a fi instruiți pentru a deveni ieniceri, este oprit de oștenii români conduși de frații Buzești - Preda (Florin Piersic), Stroe (Ilarion Ciobanu) și Radu (Septimiu Sever) - și de Popa Stoica (Mircea Albulescu). Mihai, care scăpase prin luptă de trimișii domnitorului, îi convinge pe oșteni să lase convoiul să treacă și i se alătură lui Selim, prietenul său din copilărie, pentru a ajunge la Istanbul, unde intenționa să cumpere tronul Valahiei.
Apelând la mai multe împrumuturi, acordate printre alții de unchiul său Iani (Florin Scărlătescu) sau de contesa genoveză Rossana Viventini (Irina Gărdescu), sora bancherului Carlo Viventini (Alexandru Repan), care-l îndrăgește pentru că nu se umilea cum făceau alții care cereau bani, Mihai ajunge în fața sultanului. Aici, se întâlnește cu contracandidatul său, domnitorul Alexandru cel Rău, supus și blând. Mihai refuză să îngenuncheze în fața sultanului Murad al III-lea. Atitudinea sa demnă îi place sultanului care hotărăște ca fiul lui Pătrașcu cel Bun să devină domnitor al Țării Românești, fostul domnitor fiind ștrangulat. Totuși, ultimele sale cuvinte, venite ca și un blestem pentru moartea sa asupra sultanului, au fost: „Ai să te căiești, Murad! Ai să te căiești!”.
Ajuns domnitor în Țara Românească, Mihai are o misiune grea. Țara era sărăcită de domnia predecesorului său și trebuia să plătească o sumă mare de bani către Înalta Poartă. În decembrie 1594 izbucnește la București o revoltă antiotomană, iar creditorii sunt strânși în casa fraților Buzescu căreia i se dă foc. Singurul care scapă este Selim Pașa, acesta fiind trimis de domnitor la Istanbul să povestească cele văzute.
Uciderea creditorilor este semnalul începerii campaniei antiotomane de la Dunăre a voievodului român, fiind atacate pe rând garnizoanele turcești din Brăila, Cernavodă, Zimnicea, Stănești, Șerpătești, Giurgiu, Razgrad, Nicopole, Vidin, Rusciuc, Varna și chiar Adrianopole. Preda este trimis la Roma pentru a cere ajutor din partea Sfântului Scaun spre a-i alunga pe turci din Europa. Papa Clement al VII-lea (Fory Etterle) i-a dat bani împăratului Rudolf al II-lea de Habsburg (Aurel Rogalschi) pentru a organiza o armată condusă de generalul mercenar Gheorghe Basta (Emmerich Schäffer) și care urma să pornească imediat în ajutorul oștii lui Mihai Viteazul. Dar din cauza faptului că Liga Sfântă credea că victoriile române erau un joc al hazardului, trimiterea armatei lui Basta este amânată, iar Mihai Viteazul dispune întreruperea campaniei antiotomane. Mai mult, pentru a obține sprijinul Principatului Transilvania, Mihai trebuie să încheie un tratat de vasalitate cu principele Sigismund Báthory (Ion Besoiu), tratat care avea să nu îi aducă nici un beneficiu.
Finalul primei părți a filmului îl reprezintă Bătălia de la Călugăreni (13/23 august 1595), purtată într-o zonă mlăștinoasă de pe cursul râului Neajlov. Deși Sigismund îi promisese sprijin militar împotriva turcilor, el îi trimite o mică oaste de 500 de secui condusă de cavalerul Tompa. Principele Transilvaniei invocă faptul că în acea perioadă se căsătorea la Alba Iulia cu arhiducesa Maria Cristina de Graz (Clara Sebők), nepoata împăratului Rudolf. Deși cu o oaste mică (de doar 14-16.000 de ostași), Mihai Viteazul beneficiază de avantajul terenului mlăștinos și reușește să învingă numeroasa oaste turcească condusă de Sinan Pașa. Lupta se încheie cu victoria oștilor lui Mihai, dar cu pierderi mari de ambele părți. Sinan Pașa cade cu calul de pe pod în mlaștină și este salvat de Selim Pașa.

### Partea a II-a: Unirea
Crezând în slăbiciunea armatei turcești, împăratul Rudolf a ordonat începerea mult-așteptatei cruciade antiotomane. Armatele turcești și cele creștine se întâlnesc în Lupta de la Keresteș (24 - 26 octombrie 1596), oștile creștine fiind conduse de Sigismund Báthory, ajutat de generalul Basta. Turcii conduși de Selim Pașa reușesc să obțină victoria, în timp ce Mihai aștepta pe malul Dunării să fie chemat la luptă. Căzut în dizgrație, Sigismund Báthory renunță în 29 martie 1599 la tronul Transilvaniei, iar Dieta Transilvaniei l-a ales principe pe cardinalul Andrei Báthory (György Kovács), care a semnat un act de supunere față de Imperiul Otoman.
Turcii, prin același Selim Pașa, îi trimit o solie domnitorului Mihai Viteazul pentru a încheia un tratat de pace între Înalta Poartă și Țara Românească. Mihai refuză oferta tentantă, dorind să unească toate cele trei țări române: Țara Românească, Ardealul și Moldova, unde trăiesc „toți cei care grăiesc limba neamului meu”. Drept urmare, el pornește campania din Transilvania, trecând Munții Carpați. În acest scop, este nevoit să semneze legarea de glie a țăranilor, la insistentele fraților Buzești. Nefiind conștient de pericol, cardinalul Andrei Báthory strânge o oaste formată din nobili. În Bătălia de la Șelimbăr (28 octombrie 1599), oștile lui Mihai Viteazul, la care se adăugaseră 8.000 de secui, înving oștile nobililor transilvăneni. În luptă moare Preda Buzescu. Doi oșteni secui îi taie capul cardinalului Báthory, pe care-l acuzau că a poruncit uciderea comandantului Tompa.
După victoria de la Șelimbăr, Mihai Viteazul intră în cetatea Alba Iulia, fiind primit ca domnitor al Transilvaniei. El se îndreaptă apoi spre Moldova, unde domnea Ieremia Movilă (Mihai Mereuță), cu ajutorul polonezilor. În film, lupta dintre armata moldoveană și cea valaho-transilvăneană a lui Mihai nu a mai avut loc, dorința moldovenilor de a se uni cu celelalte două țări determinându-i să dezerteze. Astfel s-a realizat unirea tuturor celor trei țări române. La Alba Iulia, printr-o slujbă condusă de un sobor de preoți din care făcea partea și preotul Stoica, Mihai Viteazul este înscăunat drept „Domn al Țării Românești și Ardealului și a toată țara Moldovei". Sultanul otoman Mehmed al III-lea (1595-1603) l-a recunoscut pe Mihai, printr-un document remis de Selim chiar în catedrală, ca domnitor al celor trei țări.
Această unire nu a ținut însă prea mult. Nereușind să înăbușe revolta boierilor transilvăneni și trădat de trupele generalului Basta, oastea lui Mihai Viteazul a fost înfrântă în Bătălia de la Mirăslău (18 septembrie 1600). În această luptă au murit printre alții Nicolae Pătrașcu (fiul lui Mihai Viteazul) și popa Stoica. Scăpat cu viață, fostul domnitor a pribegit o perioadă prin Țara Românească, apoi a plecat la Viena și Praga, sperând să obțină o audiență la împăratul Rudolf al II-lea. Acesta amână repetat întâlnirea cu Mihai. Între timp, însă, Sigismund Báthory a renunțat la tratatul de vasalitate față de austrieci și a acceptat protecția Imperiului Otoman, și-a repudiat soția și l-a alungat pe generalul Basta. În aceste condiții, Mihai Viteazul este chemat în audiență la palatul imperial. Împăratul îi oferă un milion de taleri pentru a-și organiza o armată cu care să restabilească controlul austriac în Transilvania.
Oștile româno-austriece conduse de Mihai Viteazul și de generalul Basta au înfrânt oastea Transilvaniei condusă de Sigismund Báthory în Bătălia de la Guruslău (3 august 1601), Sigismund fugind din țară. La ordinele împăratului Rudolf, influențat de sfetnicul Maximilian (Jean Lorin Florescu), generalul Basta dispune asasinarea domnitorului român. Mihai Viteazul a fost asasinat la 9 august 1601, pe câmpia Turzii (la 3 km sud de Turda). Moartea sa este prefațată de întâlnirea cu mama sa (Olga Tudorache), care l-a sfătuit să își întărească paza.

## Distribuție
În filmul Mihai Viteazul au interpretat roluri mai mulți actori români cunoscuți. Frații Buzești, cei trei viteji care l-au ajutat pe Mihai în bătălii, au fost interpretați de celebrii actori Ilarion Ciobanu (Stroe Buzescu), Florin Piersic (Preda Buzescu) și Septimiu Sever (Radu Buzescu)
În timpul filmărilor, pe corzile vocale ale lui Amza Pellea au apărut niște noduli, care au afectat temporar vocea actorului. Pentru a nu afecta calitatea filmului, regizorul Sergiu Nicolaescu a hotărât dublarea vocii. Prin urmare, vocea sa a fost dublată la înregistrarea în post-sincron de Emanoil Petruț (ca și în Dacii).
- Amza Pellea — principele Mihai Viteazul
- Olga Tudorache — Doamna Teodora, mama lui Mihai Viteazul
- Irina Gărdescu — contesa Rossana Viventini
- György Kovács — cardinalul Andrei Báthory
- Nicolae Secăreanu — generalul turc Sinan Pașa
- Aurel Rogalschi — împăratul Rudolf al II-lea de Habsburg
- Ioana Bulcă — Doamna Stanca, soția lui Mihai Viteazul
- Klára Sebők — arhiducesa Maria Cristina de Graz
- Septimiu Sever — Radu Buzescu
- Ilarion Ciobanu — Stroe Buzescu
- Florin Piersic — Preda Buzescu
- Mircea Albulescu — Popa Stoica
- Ion Besoiu — principele Sigismund Báthory al Transilvaniei
- Emmerich Schäffer — generalul Gheorghe Basta
- Fory Etterle — Papa Clement al VII-lea (menționat Fory Eterle)
- Colea Răutu — sultanul Murad al III-lea
- Constantin Codrescu — domnitorul Alexandru cel Rău
- Sergiu Nicolaescu — generalul turc Selim Pașa
- Emil Liptac — nobilul secui Tompa
- Jean Lorin Florescu — arhiducele Maximilian, sfetnicul împăratului Rudolf
- Radu Nicolae
- Florin Scărlătescu — boierul Iani, unchiul lui Mihai Viteazul
- Mihai Mereuță — domnitorul Ieremia Movilă
- Valentino Dain — nobilul maghiar Kornis
- Cornel Gîrbea — boierul Dimcea
- Alexandru Herescu — Ionică (Hassan)
- Papil Panduru
- Dinu Gherasim — nobil maghiar
- Florin Blănărescu
- Dan Dobre — general otoman
- George Demetru
- Stelian Cremenciuc — Jacques de Beaury
- Mircea Breazu — prințul Nicolae Pătrașcu
- Nicolae Brancomir — boierul moldovean Filimon
- Virgil Popovici
- Igor Bardu
- Nicolae Luchian Botez (menționat Nicolaie Luchian Botez)
- Grigore Nagacevschi
- Petre Gheorghiu
- Iulian Necșulescu — nobil maghiar
- Andrei Bursaci — oștean secui
- Cornel Coman — oșteanul secui Balogh
- Hans Kraus
- Ion Niciu
- Andrei Prajovski
- Alexandrescu Vrancea
- Nicolae Veniaș — țăran român din Ardeal
- Constantin Codarcea
- N.N. Matei
- Val. Lefescu
- Alexandru Virgil Platon
- Alexandru Repan — contele Carlo Viventini
- Ion Apahideanu
- Ion Bîrloiu
- Ion Doruțiu
- Dumitru Ghiuzelea
- Nicolae Peniuc
- Cicerone Ionescu
- Paul Misai — tânăr oștean român
- Horia Căciulescu — boier valah
- Horia Pavel
- Lascăr Banu
- Ion Lupu
- Alexandru Vasiliu
- Constantin Stelian
- Gavril Tănase
- Paul Ruscă
- Haralambie Polizu — ieromonahul de la Mănăstirea Tismana
- Mihai Ciucă
- Dinu Ianculescu
- Gheorghe Cărare
- Franz Keller
- Ion Ilie Ion
- Corado Negreanu
- Mircea Stroe
- Emil Gajan
- George Aurelian
- Florin Stroe
- Gabriel Dănciulescu
- Paul Nadolschi
- Mitzura Arghezi — nobilă din Transilvania
- Catița Ispas
- Valeria Marian
- Ana Maria Oțetea
- Rosenmarie Fischer
- Livia Baba
- Minel Kleper
- Grigore Anghel Seceleanu
- Petre Pătrașcu
- Sandu Rădulescu
- Vasile Luican
- Traian Petruț
- Constantin Bărbulescu
- Alexandru Demetriad
- Vasile Dinescu
- Ion Porsilă
- Gheorghe Buliga
- Nițișor Cazacu
- Hans Schuschnig (menționat Hanns Schuschnig)
- Kurt Conradt
- Ioachim Saunnig
- Emil Bogdan
- Siegfried Sigmund — nobil maghiar
- Szabolcs Cseh — oștean valah (menționat Csech Szobolcs)
- Vasile Popa
- Dumitru Crăciun
- Adrian Ștefănescu
- Nicolae Dide
- Paul Fister
- Ion Polizache
- Sever Plocon — nobil maghiar (nemenționat)
- Antim Angelescu — arhiereul care-l încoronează pe Mihai Viteazul ca domn al celor trei țări române (nemenționat)

### Dublaj de voce
- Emanoil Petruț — Mihai Viteazul
- Gheorghe Cozorici — generalul Basta
- Mihai Heroveanu
- Valeria Gagialov
- Grigore Gonța
- Petre Gheorghiu

## Celebrul schimb de replici dintre Mihai Viteazul și sultan
Unul dintre cele mai celebre dialoguri din acest film este acela dintre Mihai Viteazul și sultanul Murad al III-lea, pe Cetatea Celor 7 Turnuri. Această scenă a fost filmată la Istanbul. După numirea lui Mihai ca domnitor al Valahiei, sultanul îl ia la o plimbare prin grădinile palatului. Aflat pe una dintre terasele palatului său din Istanbul, Murad îl întreabă pe voievodul român: „Care este, după tine, cel mai prețios dar pe care Allah l-a făcut omului?”. La răspunsul domnitorului că cel mai prețios dar făcut omului este viața, sultanul îi replică următoarele: „Nici nu puteai să răspunzi altceva, ești prea mic. Vei domni peste o țară măruntă. Într-o zi, boierii vor mitui pe dregătorii mei cum ai făcut și tu, iar eu voi porunci. Cel mai mare dar al omului, Mihal, este puterea, cel mai scump și cel mai obositor.”. În acel moment, camera de filmat face o panoramare a Istanbulului și a palatelor sale.

## Erori în prezentarea realităților istorice
Deși filmul respectă în mare parte realitățile istorice, există însă și diferențe. Fiul domnitorului, Nicolae Pătrașcu, a primit în timpul domniei lui Mihai Viteazul titlul de succesor și voievod al Țării Românești (1599-1600). El este prezentat în film ca murind în Bătălia de la Mirăslău. Cu toate acestea, Nicolae Pătrașcu a pierdut tronul în anul 1600 în favoarea lui Simion Movilă și a fugit în străinătate, împreună cu Doamna Stanca (mama lui) și domnița Florica (sora lui). El a murit în anul 1627.
Profesorul Marius Diaconescu (lector dr. la Facultatea de Istorie a Universității din București și specialist în istorie medievală) a consemnat și alte erori într-un interviu acordat revistei „Historia”. Filmul îl prezintă pe Mihai Viteazul ca învingătorul de la Călugăreni, domnitorul intrând în luptă fără armură, în cămașă și cu barda în mână. Istoricul sus-menționat a afirmat că Mihai Viteazul a dominat bătălia până la un moment dat, după care a părăsit locul bătăliei, retrăgându-se în munți pentru a primi ajutor de la principele transilvănean Sigismund. Orașele București și Târgoviște ar fi fost lăsate astfel în mâinile otomanilor. Această afirmație este în opoziție cu opiniile istoricilor consacrați (Nicolae Bălcescu, Nicolae Iorga, Constantin C. Giurescu) care vorbesc de o campanie cu mai multe bătălii, campanie câștigată de Mihai, pentru care victoria de la Călugăreni a fost decisivă. Mai mult, în film Mihai are armura pe el în timpul bătăliei, inclusiv în scena de la momentul 1:33:20 când Sinan este doborât de pe pod.
Conform lui Bălcescu „dacă cu această biruință nu se sfîrși atunci campania, ea contribui mult, în urmă, la săvîrșirea ei”, iar retragerea lui Mihai vine după luptă și după ce a poposit încă o zi în zonă pentru odihna trupelor, fără a fi atacat de turci „Când începu a se face de ziuă, Mihai-Voda rădică tabăra și se trase pe râul Argeș, în depărtare de două mile, unde, puind streji în tote părțile, căută a da puțină odihnă, atît lui, cît și la ostașii săi. A doua zi, vineri in 15/25 avgust, ziua de Sînta Maria, Mihai, plecînd de la Argeș, se opri la Văcărești” (în paragraf Bălcescu face referința 221 la Histori von den Emporungen, p.71).. Iorga vorbește de Campania turco-tătară din 1595 și îl numește pe Mihai „acel care cîștigă la Călugăreni, pe Neajlov, una din cele mai lăudate biruințe românești” pentru că apoi să citeze „în lipsa unei scrisori a biruitorului însuși, raportul făcut a doua zi după învingere, din Copăceni pe Argeș, de Kiraly”. Citatul este elocvent despre soarta luptei: „Măriei tale am crezut de cuviință a-ți arăta cele ce urmează. Cu ajutorul lui Dumnezeu, ieri, marți, am dat luptă lui Sinan, care luptă a ținut de dimineata pîn seara; decît care nici n-am văzut, nici n-am auzit una mai crîncenă. [...] Totuși, chiar și cu acest număr puțin al nostru, noi am dobîndit biruință căci foarte mulți dintre turcii de căpetenie și dintre ieniceri și dintre alții au căzut în luptă; iar dintre ai noștri, puțini au lipsit, deși sînt foarte mulți răniți.”.
Constantin C. Giurescu prezintă imaginea intrării lui Mihai în luptă preluată în film („Pentru a încuraja pe ai săi, voievodul invocând numele lui Isus, se asvârle cu securea în mână asupra dușmanului. Unul din pașii turcești ieșindu-i înainte, are capul despicat dintr'o lovitură, un altul e izbit în piept. Boierii, văzând pilda domnului, se asvârlă și ei «pre capete asupra Turcilor», îi taie și-i înneacă în mlaștină” și explică simplu de ce, deși biruitor, Mihai s-a retras: „Biruința rămăsese de partea noastră. Dar pentru ca să se bucure de roadele ei, ar fi trebuit ca Mihai să poată continua urmărirea, ca odinioară Stefan după lupta dela Vaslui, să poată svârli pe dusman in Dunăre. Din nefericire, această nu era cu putință. Turcii fuseseră batuți, dar nu distruși; superioritatea lor numerică era încă sdrobitoare. Pe de altă parte, armata însăși a lui Mihai era obosită, după o luptă care durase mai bine de 16 ceasuri. Iar unii dintre boieri – izvoarele vorbesc de Dan vistierul si Mirăslău logofătul – erau nemultumiți după un păcătos obiceiu, gata să trădeze. Ținând seama de toate aceste elemente, hotarî domnul retragerea la munte, spre a aștepta acolo ajutorul zăbavnicului Sigismund”. Campania se încheie cu bătălia de la Giurgiu, câștigată tot de Mihai, și este prezentată în continuare de Giurescu astfel „În sfârșit, cetatea Giurgiului, asediată, căzu, în ziua de 20 Octomvrie. Expediția de pedepsire, ordonată de Sultan, se isprăvi deci în chip rușinos; Sinan Pașa fu destituit din functia de mare vizir; un cronicar turc, povestind evenimentele, califică retragerea armatei acestuia ca dezastruoasă”.
O altă idee criticată este cea a unirii celor trei țări române, profesorul afirmând că în Evul Mediu nu exista niciun astfel de proiect, deci unirea nu putea fi „pohta ce-a pohtit” domnitorul. Ideea că Mihai Viteazul a unificat cele trei țări române la anul 1600 ar data, în concepția lui, de pe la jumătatea secolului al XIX-lea, când unii oameni de cultură s-au folosit de domnia lui Mihai Viteazul peste cele trei țări române pentru a revendica dorința de unire a românilor.
Ideea unității celor 3 țări românești sub domnia lui Mihai Viteazul, efectuată între anii 1599-1600, a fost o idee apărută abia 3 veacuri mai târziu, spre mijlocul secolului al XIX-lea, în contextul apariției tot mai pregnante a conceptului de „idee națională”. Istoricul bucureștean Lucian Boia face o remarcă foarte pertinentă spunând că în intervalul de timp cuprins între efectuarea așa-zisei uniri și prima mențiune a mitului național al unirii timpurii, această interpretare lipsește cu desăvârșire din istoriografia cronicarilor veacului al XVII-lea, pentru ca mai târziu, nici generația revoluționară a Școlii Ardelene să nu abordeze acest concept.
Cel care va schimba optica prin care va începe să fie privit domnitorul muntean va fi istoricul Nicolae Bălcescu, lucrarea istoricului contribuind masiv la propagarea mitului unificator efectuat sub Mihai Viteazul, numeroase fragmente al operei fiind introduse în manuale școlare ori funcționând ca factor de propagandă folosit cu precădere în timpul regimului comunist, reflectat atât în literatură și pictură, cât și în cinematografie. Bălcescu are grijă să strecoare câteva comparații exagerate atunci când face referire la acțiunile triumfaliste ale lui Mihai. Astfel că trecerea Carpaților spre Ardeal este asemănată cu trecerea Alpilor de către Hannibal, iar tânguirea lui Mihai în momentul primirii capului decapitat al cardinalului Andrei Báthory este asemănată cu cea a lui „Cezar când văzu înainte-i capul dușmanului sau Pompei”. Opera lui Nicolae Bălcescu referitoare la Mihai Viteazul este însă apreciată de nume mari ale culturii românești, care subliniează acuratetea documentării și obiectivitatea prezentării. Astfel Mihai Eminescu spunea: „Deși Bălcescu se întemeiază pretutindenea pe isvoare, scrierea lui e rezultatul unei îndelungate și amănunțite munci, totuși munca nu se bagă nicăiri în samă, precum în icoanele maeștrilor mari nu se vede amestecul amănunțit de văpsele”, iar cunoscutul critic și istoric contemporan Paul Cornea prefața lucrarea Românii supt Mihai-Voievod Viteazul: „Bălcescu a purtat ani de zile în minte proiectul cărții. A adunat cu răbdare material, neprecupețindu-și osteneala vizitării de biblioteci în mai multe capitale ale Europei"; „În genere Românii supt Mihai-Voievod Viteazul reprezintă o biografie științifică și nu o monografie romanțată; fantezia nu intervine niciodată să corecteze adevărul”.
De altfel comentariul referitor la trecerea Carpaților este prezentat de Bălcescu între ghilimele și cu referință către una din sursele sale bibliografice: „Un geniu favoritor lui Mihai, împotrivitor ungurilor – zice Bethlen – îl făcuse tot lesne de indeplinit. Drumurile nu erau închise prin copaci răsturnați, nici apărate prin oștire; el nu putu să întalnească nici o oaste care sa-l oprească în cale și trecu Alpii cu mai mare iuțeală decat odinioară Anibal”. Similar comentariul despre reacția lui Mihai la vederea capului lui Andrei Báthory, deși neprezentat între ghilimele, are referință 239 care trimite tot la Bethlen (t. IV, pp. 461-463)
O altă eroare mascată printr-o subtilitate propagandistică, o prezintă personalitatea domnitorului Țării Românești, filmul lui Sergiu Nicolaescu prezentându-l pe Mihai ca pe un ateu singuratic care nu se sinchisește nici în momente de cumpănă să ceară ajutor providenței. Tocmai de aceea, filmul îl prezintă ca abandonând idealul: „Îmi vorbești Europa! Nu-mi pasă mie de Europa! Ce a făcut Europa când eu eram la greu?”. Această idee este o subtilitate propagandistică inserată în pelicula cinematografică pentru a sublinia un mesaj îndreptat împotriva pasivității lui Roosevelt și Churchill care în timpul războiului au abandonat România sovieticilor, iar mai târziu, în timpul Războiului Rece, Occidentul părea ceva de neatins pentru spațiul românesc. Un alt aspect care vine să întărească ambiantul anticlerical în care a fost turnat filmul a fost argumentat de criticul de film Grid Modorcea în dicționarul său cinematografic prin faptul că Nicolae Ceaușescu a încercat pe cât posibil să elimine scenele religioase din filmul Mihai Viteazul; astfel, personajul principal este conceput în așa fel încât să fie dominat de o mică doză de ateism, fără a face apel la providență, iar scena încoronării de la Alba Iulia a fost tăiată în prima variantă a filmului, fiind repusă abia în perioada postdecembristă. Filmul Buzduganul cu trei peceți, care a fost realizat în anul 1977, este dominat de o scenografie în care nu lipseau din peisaj bisericile și elementul religios, evidențierea componentei sacerdotale fiind dusă la extrem prin transformarea decorului într-un spațiu religios, presărat cu biserici, turle și clopotnițe.
Probabil una dintre cele mai controversate secvențe ale filmului este cea a alegerii domnitorului Țării Românești de către sultanul Murad al III-lea. În timp ce contracandidatul său, Alexandru cel Rău, se ploconește în fața sultanului, Mihai pleacă ușor capul, rămânând în poziție verticală în fața sultanului, această scenă având o încărcătură propagandistică puternică. La fel cum afirmă și Cristian Tudor Popescu, decizia lui Mihai de încălcare a protocolului sacru care funcționa de secole prin neînchinarea înaintea sultanului nu este credibilă. În concepția jurnalistului, această acțiune a lui Mihai, prezentată în film, este o dovadă mai degrabă de labilitate psihică decât de curaj. Paradoxal, secvența este continuată în film, prin alegerea lui Mihai pe tronul țării, sultanul fiind impresionat de nonconformismul curajosului valah, pe care îl va numi domn al Țării Românești în detrimentul lui Alexandru care va fi ucis.

## Producție

### Originea filmului
Filmul Mihai Viteazul a fost anunțat în 1966 ca un proiect al cinematografiei românești pentru anul următor. Scenariul urma să fie scris de Mihnea Gheorghiu, după drama istorică „Capul”. Viitorul film urma să fie regizat de Mihai Iacob.
După succesul internațional al filmului Dacii (1967), conducătorii cinematografiei românești au decis ca filmul să intre în producție în 1968, în regia lui Sergiu Nicolaescu, după scenariul lui Titus Popovici. S-au purtat negocieri cu unii producători străini pentru realizarea unei coproducții. În ianuarie 1969, a existat o intenție de colaborare cu Henry Deutschmeister, producător de film din Franța care colaborase și la Dacii, dar aceasta nu s-a finalizat.
În timpul unei consfătuiri care a avut loc la 25 mai 1968 între conducerea Partidului Comunist Român și cineaștii din România, Sergiu Nicolaescu a afirmat că dorea să introducă în filmul Mihai Viteazul o scenă în care domnitorul făcea dragoste cu o femeie. Tânărul regizor a argumentat astfel: „Cinematografia cehoslovacă și cea poloneză prezintă filme... termenul exact al acestor filme, îmi pare rău că-l pronunț aici, este «sexy», adică filme în care sexualitatea este prezentată într-un mod foarte deschis. Nu spun că vreau neapărat să fac ca în următorul meu film unul dintre eroi să apară că face pipi, dar în orice caz, am nevoie ca acest om să iubească. Poate Mihai Viteazul să iubească, sau nu?”. Secretarul general al PCR, Nicolae Ceaușescu, i-a răspuns: „Și eu sunt sensibil, ca și dumneavoastră, și vreau să vă spun cum simt eu. Eu sunt de acord că și Mihai Viteazul a făcut dragoste, dar trebuie să știm ce să redăm, tovarăși! Să redăm și dragostea lui, dar dacă aceasta a avut rolul dominant în activitatea lui. Dacă aceasta este numai ceva lăturalnic, atunci s-o tratăm lăturalnic.”.
După afirmațiile lui Sergiu Nicolaescu, compania americană Columbia Pictures și-a exprimat în anul 1969  interesul de a contribui la realizarea filmului, oferind 4 milioane de dolari și propunând următoarea distribuție: Orson Welles – împăratul Rudolf, Laurence Harvey – sultanul turc, Elisabeth Taylor și Richard Burton – cuplul Bathory, iar Kirk Douglas și Charlton Heston concurau pentru rolul domnitorului român. Regizorul afirmă că Harvey și Edward G. Robinson i-au scris că ar accepta să joace gratis timp de două săptămâni.
Regizorul s-a deplasat la sediul CC al PCR pentru a obține aprobarea conducerii statului, iar secretarul Paul Niculescu-Mizil s-a dus la Nicolae Ceaușescu și apoi i-a spus regizorului că s-a rezolvat. După obținerea aprobării, Nicolaescu s-a urcat în avion pentru a merge să semneze contractul cu Columbia Pictures. Avionul a pornit, dar, înainte de decolare, a fost oprit de o mașină în care se afla producătorul de film Dumitru Fernoagă. Regizorului i s-a cerut să coboare din avion și a fost dus la sediul Comitetului Central, unde același Niculescu-Mizil i-a spus că Ceaușescu s-a răzgândit și a hotărât ca în film să interpreteze numai actori români. Titus Popovici i-a spus ulterior lui Nicolaescu că actorul Mircea Albulescu ar fi trimis o scrisoare lui Ceaușescu în care ruga să nu se facă filmul cu actori străini. Regizorul considera însă că scenaristul a fost cel care l-a convins pe secretarul-general al PCR, deoarece se temea că americanii urmau să modifice scenariul.

### Filmări
După discutarea scenariului, filmul a intrat în faza de pregătire în 1969. S-au început elaborarea și confecționarea decorurilor și costumelor (32 decoruri interioare, 37 locuri de filmare amenajate, 11.000 costume pentru figurație, militari austrieci, turci, valahi, moldoveni, transilvăneni, țărani; 15 costume ale personajului principal, prototipuri de armuri pentru oameni și cai, tunuri și armament individual de epocă etc.).
Selecția pentru rolul voievodului român avea sa fie lungă și dificilă, Sergiu Nicolaescu având peste 128 de variante pentru rolul principal. Din cauza selecției anevoioase, regizorul a început să filmeze scenele exterioare cu el însuși în rolul voievodului, lăsându-și barbă în acest scop. Într-un final, sătul de șicanele studioului cinematografic, el și-a ras barba și a impus ca rolul domnitorului român să fie interpretat de Amza Pellea, actor care jucase rolul lui Decebal în Dacii. Pellea trebuia să interpreteze inițial rolul lui Selim Pașa. Colea Răutu, un alt actor important care intrase în vederile regizorului pentru rolul principal, fusese considerat de Nicolaescu prea bătrân pentru rol și, deoarece avea o fizionomie asiatică, a primit rolul sultanului Murad al III-lea.
Într-un volum de memorii, Dumitru Popescu explică altfel schimbarea interpretului lui Mihai Viteazul. Proaspăt numit ca secretar cu probleme de cultură al CC al PCR, el a fost vizitat de Titus Popovici, care l-ar fi implorat să nu-l lase pe Sergiu Nicolaescu să interpreteze rolul principal din film. Scenaristul s-a plâns că regizorul nu avea experiență de actor, amenințând că se va sinucide dacă nu i se va lua rolul principal. Popescu a asistat la probele susținute de mai mulți actori pentru rolul domnitorului român. Figura lui Nicolaescu i s-a părut lipsită de expresie, în timp ce Amza Pellea părea mai relaxat. După cuvintele lui Dumitru Popescu, „mie mi s-a părut mai dezinvolt în rol Amza Pellea, spre bucuria abia ținută în frâu a lui Titus. Nicolaescu avea o poză mai sugestivă, de masculinitate medievală hieratică, precum a asceților și cruzilor cavaleri cruciați, dar își mișca gura rigid și, când vorbea, obrazul îi rămânea imobil, lipsit de expresie”. În zilele următoare, Pompiliu Macovei, președintele Comitetului de Stat pentru Cultură și Artă, l-a anunțat, deosebit de afectat, pe Popescu că regizorul a amenințat că va reclama primului ministru nedreptatea ce i se face „luându-i-se rolul” și i-a spus că Sergiu Nicolaescu este nepotul lui I.Gh. Maurer. În această situație, responsabilul cu cultura al CC s-a dus în audiență la Nicolae Ceaușescu pe care l-a informat că se încerca intimidarea Consiliului de către „nepotul lui Maurer”. Potrivit lui Popescu, secretarul-general al PCR a început să râdă cu poftă și a dat indicații ca Nicolaescu să se ocupe doar cu regia, iar rolul principal să fie dat unui actor. Responsabilul CC i-a comunicat regizorului decizia șefului statului, iar Nicolaescu „a plecat opac, înstrăinat, iradiind o răceală îngândurată, parcă venind dinspre viitor”.
Filmul Mihai Viteazul a fost realizat de Studioul Cinematografic București în colaborare cu Ministerul Forțelor Armate ale Republicii Socialiste România. În realizarea filmului au fost folosiți mai mulți consilieri și anume: consilieri istorici – acad. prof. Andrei Oțetea, prof. Constantin C. Giurescu și cercetător Nicolae Stoicescu, consilier militar – col. Gheorghe Romanescu, consilier pirotehnic – col. Constantin Ucrain, consilieri de călărie – dr. Ion Apahideanu și prof. Ion Bîrloiu, consilier de scrimă – Constantin Stelian, șef cascador – Tudor Stavru, consultant pentru scenografie – Dan Popa și consultant pentru cult bisericesc – preot Gheorghe Matei. Rolul arhiereului care-l încoronează pe Mihai Viteazul ca domn al celor trei țări române a fost interpretat de episcopul Antim Angelescu al Buzăului.
Filmările au avut loc în anii 1969-1970, filmându-se „vara, iarna, primăvara, la munte, la mare, în castele și cetăți – Peleș, Bran, Râșnov – la Roma, Viena, Praga, Istanbul, ba chiar și la Tunis, unde am găsit un loc foarte asemănător Istanbulului din acea epocă. La Călugăreni, Șelimbăr, Mirăslău, Gorăslău”. Ultimele cadre filmate au fost cele ale Bătăliei de la Călugăreni, care au fost realizate în august 1970.
Pentru realizarea acestui film au fost angajați 240 de actori din 10 teatre românești, circa 7.000 de figuranți furnizați în majoritate de Ministerul Forțelor Armate, dar și de organele locale de stat și de partid, circa 700 de cai, 200 de căruțe, 100 de îngrijitori de cai din hergheliile statului, mii de kilograme de furaje, o echipă de filmare de 365 membri (aproape un sfert din personalul studioului) și 80 de cascadori selecționați din câteva mii de sportivi, sute de camioane și mașini. Nicolaescu a afirmat că „fără ezitare pot spune că a fost cel mai greu film din cariera mea”.
Muzica filmului a fost interpretată de Orchestra Simfonică a Teatrului de Operă și Balet al RSR dirijată de Iosif Conta. Copia standard a fost finalizată în decembrie 1970. Cheltuielile de producție s-au ridicat la 33 milioane lei (după alte surse, 44 milioane).
Mihai Viteazul este un film catalogat de Consiliul Național al Audiovizualului ca fiind de audiență generală. Filmul este făcut pe peliculă color. Sunetul original este de tip mono. Aspectul este 2.35 : 1, procedeul utilizat fiind CinemaScope. Sunetul optic a fost pierdut înainte de 1989, iar în 2000, în vederea relansării filmului, regizorul a reușit să restaureze negativul și să îl refacă într-o nouă versiune cu sunet în sistem Dolby Surround.

### Locuri de filmare
După cum este menționat pe genericul de final, filmul a fost realizat cu sprijinul organelor locale și de partid din următoarele orașe și comune: Sibiu, Brașov, Hunedoara, Sighișoara, Sinaia, Șelimbăr (jud. Sibiu), Tălmaciu (jud. Sibiu), Săliște (jud. Sibiu), Sâmbăta de Jos (jud. Brașov), Criș (jud. Hunedoara), Bran, Tismana (jud. Gorj), Râmeț (jud. Alba), Histria (jud. Constanța), Vârtop (jud. Alba), 2 Mai (jud. Constanța) și Călugăreni - Uzunu (jud. Giurgiu). Au fost efectuate filmări și în străinătate: la Praga (în Cehia) și Istanbul (în Turcia), cu ajutorul organelor de stat din R.S. Cehoslovacia și Turcia.
Este de remarcat că această peliculă cinematografică a fost filmată în așa multe locuri, surprinzând foarte bine acele vremuri, dar și locațiile desfășurării evenimentelor istorice, regizorul Sergiu Nicolaescu fiind cunoscut pentru migala cu care lucra și acuratețea filmelor sale. Unele scene de interior au fost filmate în interiorul Castelului Peleș.
Scenele filmate în străinătate au avut rolul de a surprinde specificul unor orașe medievale prin care a călătorit domnitorul Mihai Viteazul. Regizorul a deplasat la Istanbul o echipă de 32 de oameni, precum și patru cai, transportați de două camioane. După afirmația lui Nicolaescu, deplasarea și costurile filmărilor au fost achitate de regizor integral din bani proprii. Echipa s-a aflat la Istanbul timp de 10 zile, tariful de cazare pentru o cameră fiind de doar 1 dolar pe noapte. Acolo au fost filmate cadrele în care domnitorul căuta creditori pentru a-l împrumuta cu bani în scopul cumpărării domniei, audiența lui Mihai Viteazul în palatul sultanului Murad al III-lea, plimbarea în grădinile seraiului, scena celebră a schimbului de replici de pe Cetatea celor Șapte Turnuri (Ediküle), dar și uciderea lui Alexandru cel Rău.
Cadrele filmate la Praga (Republica Cehă) se referă la perioada în care Mihai Viteazul aștepta să fie primit în audiență de împăratul Rudolf al II-lea pentru a solicita trupe, cu scopul de a recuceri Transilvania. Domnitorul este primit de împărat, după mai multe luni de așteptare, iar răspunsul acestuia a fost pozitiv.
Deoarece regizorul Sergiu Nicolaescu a dorit o acuratețe istorică cât mai mare pentru filmul său, scenele de luptă au fost filmate în general chiar pe locurile unde au avut loc acestea. Cadrele cu Bătălia de la Călugăreni (1595) s-au filmat la Călugăreni - Uzunu (jud. Giurgiu), condițiile de atunci regăsindu-se în cadrele trase de regizor, inclusiv celebra mocirlă sau căderea de pe pod a lui Sinan Pașa în râul Neajlov. Bătălia de la Șelimbăr (1599) a fost filmată la Șelimbăr (jud. Sibiu). Deoarece Bătălia de la Keresztes (1596) dintre armata creștină cruciată condusă de Sigismund Báthory și generalul Basta și oastea Imperiului Otoman condusă de Selim Pașa a avut loc pe teritoriul de astăzi al Ungariei, ea a fost reconstituită de regizor la Vârtop (jud. Alba).
Unele din cadrele ce necesitau prezența unui castel medieval au fost filmate la Castelul Corvineștilor din Hunedoara, acesta fiind unul din cele mai bine conservate castele din România. Aici s-a turnat scena în care Mihai Viteazul intră în castel, învingător după lupta de la Șelimbăr, pentru a revendica tronul Transilvaniei. Scena turnirului în care au luptat Mihai Viteazul și Sigismund Báthory a fost realizată într-o poiană de la poalele Castelului Bran. Majoritatea cadrelor în care apare marea au fost filmate la 2 Mai (jud. Constanța). Este vorba de scena în care trupele române ajung să se oprească la mare (Marea Neagră) sau cea în care Selim Pașa pune doi copii să se bată între ei pentru un cuțit cu mâner poleit cu aur.

### Intervenția cenzurii
Regizorul Sergiu Nicolaescu afirmă în volumul său de memorii că Dumitru Popescu „Dumnezeu”, membru al Consiliului Politic Executiv al PCR, a intervenit în cursul realizării filmului pentru a fi modificate unele aspecte istorice. Printre altele, liderul comunist era obsedat ca filmul să nu-i supere pe unguri și i-a cerut regizorului ca Bătălia de la Șelimbăr să fie prezentată nu ca o luptă între români și unguri, ci ca o bătălie între români și austrieci.
Printre scenele eliminate a fost una în care țăranii se târau la picioarele domnitorului și îi cereau să fie eliberați, deoarece fuseseră „legați” de glie. Regizorul a descris astfel acea secvență: „Noaptea, înaintea bătăliei de la Călugăreni, Mihai se plimba prin tabără. Deodată se sperie. Lângă cai, ceva mișca pe pământ... Erau locuitorii unui sat, care, târându-se în patru labe, se apropiau de el. Curbați, în lumina oarbă a făcliilor, păreau o turmă de porci. Urma un dialog între principe și cel mai bătrân dintre ei. Mihai era revoltat că aceștia se târăsc la picioarele lui și îi mustra pentru aceasta. Sătenii voiau să-i cerșească lui Mihai libertatea, întrucât acesta tocmai îi «legase» de pământ.”.
În decembrie 1970, cu sprijinul scriitorului Ion Brad, Nicolaescu a dus filmul la Predeal, unde se aflau în concediu Nicolae Ceaușescu și Ion Gheorghe Maurer. A doua zi, s-a dus la Vila prezidențială, unde Maurer i l-a prezentat pe Ceaușescu. Secretarul-general al PCR a dat mâna cu el, dar nu l-a privit în ochi. Ca urmare a intervenției lui Maurer, filmul a suferit mai puține modificări.

## Lansarea filmului
Mihai Viteazul a avut parte de un oarecare succes internațional. El a fost lansat în România la 13 februarie 1971, fiind prezentat apoi pe ecran panoramic la Festivalul Internațional de Film de la Moscova în iulie 1971. A urmat apoi lansarea filmului în Germania de Est la 23 iulie 1971, în Finlanda la 30 martie 1972, în Germania de Vest la 30 iunie 1972, iar pe 28 aprilie 1973 filmul a ajuns în Japonia.
„Sunt sigur că peste o sută de ani filmul va mai fi util și apreciat. Am lucrat la el cu toată pasiunea și profesionalismul de care eram capabil. A fost cel mai greu «pariu» al meu. Am avut parte de nenumărate interdicții și cenzurări, dar am rezistat și nu am afectat calitatea filmului.”—Sergiu Nicolaescu
Filmul a fost răspândit în lume sub diferite denumiri în limba nativă a țărilor respective, făcându-l mai popular. Tabelul de mai jos arată denumirea filmului în câteva din țările în care a fost prezentat:
| Titlu                                         | Țară                    |
| --------------------------------------------- | ----------------------- |
| La última cruzada                             | Spania                  |
| Gyakusatu gundan                              | Japonia                 |
| Kampf der Könige                              | Germania de Vest        |
| Kampf der Könige II - Die Vereinigung         | Germania de Vest        |
| Last Crusade                                  | (general)               |
| Michael der Tapfere                           | Germania de Est         |
| Michael der Tapfere 2. Teil - Die Vereinigung | Germania de Est         |
| Michael the Brave                             | (general)               |
| Michele il bravo                              | Italia                  |
| Mihai Viteazul - Călugăreni                   | România (prima parte)   |
| Mihai Viteazul - Unirea                       | România (a doua parte)  |
| Poslední krízová výprava                      | Cehoslovacia            |
| Die Schlacht der Giganten                     | Germania de Vest        |
| The Last Crusade                              | Japonia (titlul englez) |
| L'ultima crociata                             | Italia                  |
| Verinen valloittaja                           | Finlanda                |

Coloana sonoră a filmului a fost refăcută la începutul anilor 2000 de inginerul de sunet Anușavan Salamanian în versiune Dolby Surround.

## Recepție
Filmul Mihai Viteazul a avut parte de un mare succes de public la cinematografele din România, fiind vizionat de 13.321.377 de spectatori, după cum atestă o situație a numărului de spectatori înregistrat de filmele românești de la data premierei și până la data de 31.12.2007 alcătuită de Centrul Național al Cinematografiei. El a fost relansat la 29 septembrie 2000, fiind vizionat de încă 18.926 spectatori. Mihai Viteazul se află astfel pe locul 3 în topul celor mai vizionate film românești din toate timpurile după cum atestă un comunicat din 2006 al Uniunii Autorilor și Realizatorilor de Film din România.
Drepturile de difuzare ale filmului în străinătate au fost vândute pentru 200.000 de dolari (sumă echivalată de Nicolaescu în 2011 la circa 20 de milioane de dolari).
Acest film a fost selecționat de Ken Vlashin, reprezentantul lui National Film Theatre - Londra, pentru a fi proiectat la zilele filmului românesc de la Londra (16 aprilie 1973). După prezentarea acestui film la Londra, în cadrul Săptămânii Filmului Românesc, criticul englez Derek Elley a realizat o analiză pertinentă a filmului în Films and Filming (august 1973), comparându-l pe autor cu regizori ca Iuri Ozerov și Serghei Bondarciuk. El a afirmat că regizorul român „nu redă niciodată măreția frustă, ci își folosește resursele – soldați, decoruri, studiouri – în alte scopuri decât pariul exhibiționist. Scenele de bătălii sunt vii, pline de viață, iar mișcările de macara folosite pentru fluiditatea vizuală mai degrabă decât pentru a impresiona. Lui Mihai Viteazul îi lipsește perfecțiunea epică din «Ben Hur» și «Lawrence of Arabia», dar scopul filmului e mai degrabă național decât individual. Ceea ce i-a reușit lui Sergiu Nicolaescu este să insufle filmului o amprentă personală suficientă pentru a anula efectele negative inerente oricărei producții grandioase”.
La momentul apariției, criticii de film români s-au întrecut în elogii aduse acestei superproducții cinematografice. Ștefan Oprea îl considera o „încoronare a ciclului de filme istorice din ultimii cinci ani, o operă de înaltă ținută cinematografică și de emoționantă tonalitate patriotică (...) și totodată treapta cea mai înaltă a filmului istoric românesc, o lucrare monumentală caracteristică momentului politic actual”.
În articolul „Un regizor a cărui nobilă ambiție este autodepășirea: Sergiu Nicolaescu un poet al «incoruptibililor»” publicat în martie 1974 în revista Cinema, criticul Călin Căliman afirma că Mihai Viteazul este un „veritabil film-portret”, caracterul personajului principal fiind descris din punct de vedere psihologic. A fost conturat astfel „un erou cu adevărat durabil: deopotrivă poet al spadei, entuziast, visător, mare general, gânditor, revoltat...”. În același articol, el mai afirma că Nicolaescu nu s-a lăsat furat de clișeele superproducțiilor străine și de tentația „bătăliilor spectaculoase”, „«topind» adică în frescă oștile dace și romane aflate față în față pe câmpul de luptă, înaintea unei bătălii decisive”.
Andrei Gorzo consideră acest film ca fiind vârful indiscutabil al „epopeii naționale” din punct de vedere al anvergurii și al complexității logistice. În scena bătăliei de la Călugăreni, el remarcă o asemănare cu „Chimes at Midnight” (1966) al lui Orson Welles, în care apar oșteni care se bat în noroi. Mihai Viteazul este prezentat aici „nu ca un individ care iese din rând și face un lucru măreț, ci ca o expresie a voinței colective a românilor, care oricum e menită să triumfe. Nu e un personaj istoric, e însăși forța invincibilă a istoriei”.
Criticul Tudor Caranfil a dat filmului trei stele din cinci și a făcut următorul comentariu: „Prima serie, Călugărenii, e dominată de întrebarea-refren „Ce vrei tu?”, răspunsul urmând să-l clarifice, treptat, cea de-a doua: „Țara Românească, Moldova și Ardealul”. Timbrul evocării, energia portretistică, simțul dramatic al peisajului, tensiunea temporală fac din Mihai, una dintre cele mai reușite pagini ale „Epopeii cinematografice naționale”. Dacă în prima parte eroul e doar răzvrătit, în cea de-a doua e vizionar și poet al spadei. Filmul, scris de Titus Popovici (Pr. ACIN), abundă în percutante portretizări: Stanca (Bulcă) s-ar mulțumi cu o fericire casnică, Sigismund Bathory (Ion Besoiu) suferă de inconsistența omului de salon, Basta, (Emmerich Schäffer) dă o imagine a chintesenței trufiei, Hassan al lui Andi Herescu încearcă, amăgindu-se, să-și uite rădăcinile, Pellea îi compune voievodului o figură de ascet arsă de flacăra-i lăuntrică. Dar mai sunt și figuri standardizate în declarații conjuncturale și ostentative, încremenite în frumoasele costume de epocă (realizate de Hortensia Georgescu, Pr. ACIN). Secv. rapel: fascinanta încleștare de reptile, pe viață și pe moarte, în mlaștina Neajlovului, surprinsă memorabil de George Cornea (Pr. ACIN și UNIATEC), amplu comentată de compozitorul Tiberiu Olah (Pr. ACIN) și de banda de sunet creată de A. Salamanian (Pr. ACIN). Pr. Baume, 1974.”
Criticul Cristian Tudor Popescu a afirmat că Mihai Viteazul a reprezentat „cea mai mare și mai profitabilă investiție în propaganda prin cinema a regimului comunist român”. Filmul a fost realizat pentru a alimenta valul de patriotism declanșat în România după discursul public al lui Nicolae Ceaușescu din 21 august 1968, în care acesta a criticat intervenția armatelor Pactului de la Varșovia în Cehoslovacia. Realizarea acestui film s-a înscris în linia transpunerii cinematografice a momentelor din istoria românilor prin care autoritățile comuniste intenționau exaltarea ideii de neatârnare și rezistență mândră în fața dușmanului extern. Potrivit lui C.T. Popescu, succesul la public al filmului s-a datorat dimensiunilor spectaculoase ale bătăilor filmate, desfășurării impresionante de costume și decoruri de epocă și carismei lui Amza Pellea.
Analizând acest film, Cristian Tudor Popescu a constatat unele denaturări voite în construcția personajului principal: 
- lipsa dimensiunii religioase, deși toate sursele timpului au menționat că el s-a definit tot timpul ca apărător al creștinătății și a refuzat să-și abandoneze credința creștin-ortodoxă chiar și în fața promisiunilor papei Clement al VIII-lea de a-l recunoaște ca principe al Transilvaniei în schimbul trecerii la catolicism; Mihai Viteazul este un „ateu singuratic”, care în niciun moment al dificilei sale existențe nu îl invocă pe Dumnezeu, nu se roagă și nu vorbește cu o față bisericească.
- afirmarea ideii că acțiunile militare ale lui Mihai Viteazul erau sprijinite de întreaga țară; Sigismund Báthory îl întreabă la un moment dat pe Mihai câtă oaste are, iar domnitorul român răspunde mândru: „Toată țara!” De fapt, armatele organizate și conduse de Mihai Viteazul erau formate într-o măsură importantă din mercenari, plătiți cu banii dați de boieri și de conducătorii orașelor. El a dat legea legării de glie a țăranilor din Țara Românească și a mărit dările pe care trebuiau să le plătească masele largi românești din Ardeal și Moldova, pentru a obține bani pentru plata mercenarilor.
- atitudinea demnă a domnitorului român în fața împăraților otoman și austriac nu este reală. Scena din palatul sultanului în care Mihai se mulțumește doar să încline capul în fața lui Murad al III-lea, după ce își cumpărase domnia cu bani, este o pură invenție și o dovadă de nebunie. O exagerare este și ideea că Mihai l-ar fi dominat pe împăratul Rudolf al II-lea, după ce se dusese la curtea acestuia pentru a-i cere sprijinul în scopul de a recuceri Transilvania.
- promovarea ideii că Mihai Viteazul nu a fost sprijinit în lupte de Sigismund Báthory, al cărui vasal era. După victoria de la Călugăreni, pe când se retrăgea cu armata sa, Mihai a primit sprijinul trupelor lui Sigismund Báthory, ale arhiducelui Maximilian, ale domnitorului Ștefan Răzvan al Moldovei și ale marelui duce de Toscana, cu ajutorul cărora a recucerit orașele Târgoviște, București și Giurgiu și i-a alungat pe turci peste Dunăre.
- prezentarea insistentă a lui Mihai Viteazul ca un „vizionar al Unirii tuturor românilor, căreia îi subordona totul”; cu toate acestea, unirea celor trei țări române era o idee încă necoaptă în secolul al XVI-lea în care domina o gândire tipic feudală. În plus, Sigismund Báthory realizase anterior și el o astfel de „unire”, el alipind artificial cele trei țări feudale și prezentându-se ca principe ale Ardealului și suzeran al Țării Românești și Moldovei.

Vorbind despre acest film, Ioan Lazăr îl considera „una din puținele superproducții românești”, care „insuflă o puternică emoție patriotică, epopeică”. El îl include în grupul unor filme istorice de referință cum ar fi Nașterea unei națiuni (1915) al lui D.W. Griffith, prin amploarea dimensiunii sale istorice și narative. Lazăr subliniază singurătatea simbolică a personajului „în propria-i cunună de spini”, precum și acceptarea inevitabilului, „o parafrază a condiției de a fi român”.

## Premii
Acest film a fost distins în anul 1971 cu opt premii ale Asociației Cineaștilor din România (ACIN). Filmul Mihai Viteazul a obținut Marele Premiu. Alte premii au fost obținute de Titus Popovici (Premiul pentru scenariu), George Cornea (Premiul pentru imagine) - pentru filmele Mihai Viteazul și Asediul, Ioana Bulcă (Premiul pentru interpretare feminină) - pentru rolul Doamna Stanca din acest film, Amza Pellea (Premiul pentru interpretare masculină) – pentru rolul titular din acest film, Tiberiu Olah (Premiul pentru muzică), Anușavan Salamanian (Premiul pentru coloană sonoră), Hortensia Georgescu (Premiul pentru costume) – pentru costumele din filmul Mihai Viteazul și din seria Haiducii.
El a fost propunerea României la Premiul Oscar pentru cel mai bun film străin în 1972, dar nu a fost acceptat în competiție.
Mihai Viteazul a beneficiat de o recunoaștere internațională a valorii sale. El a fost prezentat la Festivalul internațional de film de la Moscova în anul 1971, unde a fost nominalizat la Medalia de aur. Delegația românească la festival a fost formată din Sergiu Nicolaescu, Amza Pellea, Anușavan Salamanian și Ioana Bulcă. Potrivit regizorului, în timpul premierei filmului pe ecran panoramic, într-o sală de 5.000 de locuri, proiecționistul a omis bobina în care era prezentată bătălia de cucerire a Moldovei, iar ambasadorul României și soția sa (anunțați de regizor) au părăsit sala în semn de protest. Nicolaescu și Salamanian au intrat cu forța în sala de proiecție, au oprit filmul și au proiectat bobina care fusese sărită de proiecționist, în sală izbucnind aplauze în acel moment. Competiția cinematografică, organizată în perioada 20 iulie – 3 august, s-a încheiat doar cu o nominalizare pentru film, marele premiu fiind adjudecat de filmul Pasărea albă cu o pată neagră, regizat de Iuri Illienko⁠(d). Operatorul George Cornea a obținut Premiul UNIATEC la Festivalul de la Moscova, pentru imaginea din acest film.
Mihai Viteazul a obținut Premiul pentru cel mai bun film istoric la Festivalul Internațional C.I.D.A.L.C. al filmului istoric de la Beaume (1974), câștigând în fața filmului Cidul.
Filmul Mihai Viteazul s-a clasat în anul 2009 pe locul 3 în topul IMDb la categoria film istoric din toate timpurile și din întreaga lume, menținându-și această poziție timp de trei ani.